# Tirbasee
Der Tirbasee (T'irba Hayk') ist ein Kratersee in Äthiopien.

## Beschreibung
Der See befindet sich in der Awi-Zone der Amhara-Region äthiopiens und ist neben dem Zengenasee einer von zwei Kraterseen in Awi. Er liegt auf 2223 Meter über dem Meeresspiegel. Der Durchmesser des Sees beträgt ungefähr 1000 Meter.